# Ngoya Mbouzi
Ngoya Mbouzi ist ein Berggipfel im Süden der Insel Anjouan im Inselstaat Komoren.

## Geographie
Der Berg liegt auf dem südlichen Ausläufer der Insel oberhalb von Mrémani und Bandakouni. Er erhebt sich über die Hochebene von Mrémani.
Südlich davon liegt der Ort Daji.